# Singapore Tennis Open 2021
Il Singapore Tennis Open 2021 è stato un torneo di tennis che si è giocato su Cemento al coperto nella categoria ATP Tour 250 nell'ambito dell'ATP Tour 2021. È stata la prima edizione del Torneo di Singapore, giocato al OCBC Arena di Singapore, dal 22 al 28 febbraio 2021.

## Partecipanti

### Teste di serie
| Nazionalita   | Giocatore          | Ranking* | Testa di serie |
| ------------- | ------------------ | -------- | -------------- |
| Francia       | Adrian Mannarino   | 36       | 1              |
| Australia     | John Millman       | 39       | 2              |
| Croazia       | Marin Čilić        | 43       | 3              |
| Kazakistan    | Aleksandr Bublik   | 45       | 4              |
| Giappone      | Yoshihito Nishioka | 58       | 5              |
| Moldavia      | Radu Albot         | 85       | 6              |
| Sudafrica     | Lloyd Harris       | 91       | 7              |
| Corea del Sud | Kwon Soon-woo      | 97       | 8              |

* Ranking all'8 febbraio 2021.

### Altri partecipanti
I seguenti giocatori hanno ricevuto una wild card per il tabellone principale:
- Adrian Andreev
- Matthew Ebden
- Shintaro Mochizuki

I seguenti giocatori sono entrati nel tabellone principale passando dalle qualificazioni:

- Thai-Son Kwiatkowski
- Christopher Eubanks
- Altuğ Çelikbilek
- John-Patrick Smith

I seguenti giocatori sono entrati nel tabellone usando il ranking protetto:
- Yuki Bhambri

### Ritiri
Prima del torneo
- Félix Auger-Aliassime → sostituito da   Alexei Popyrin
- Ričardas Berankis → sostituito da  Marc Polmans
- Jérémy Chardy → sostituito da  Ernests Gulbis
- Daniel Evans → sostituito da  Yasutaka Uchiyama
- Cameron Norrie → sostituito da  Tarō Daniel
- Vasek Pospisil → sostituito da  James Duckworth
- Casper Ruud → sostituito da  Jason Jung
- Emil Ruusuvuori → sostituito da  Roberto Marcora
- Yūichi Sugita → sostituito da  Yuki Bhambri
- Stefano Travaglia → sostituito da  Maxime Cressy

## Partecipanti al doppio

### Teste di serie
| Nazione     | Giocatore      | Nazione     | Giovatore          | Ranking* | Testa di serie |
| ----------- | -------------- | ----------- | ------------------ | -------- | -------------- |
| Belgio      | Sander Gillé   | Belgio      | Joran Vliegen      | 77       | 1              |
| India       | Rohan Bopanna  | Giappone    | Ben McLachlan      | 89       | 2              |
| Regno Unito | Luke Bambridge | Regno Unito | Dominic Inglot     | 111      | 3              |
| Australia   | Matthew Ebden  | Australia   | John-Patrick Smith | 151      | 4              |

- * Ranking aggiornato al 15 febbraio 2021.

### Altri partecipanti
Le seguenti coppie hanno ricevuto una wildcard per il tabellone principale:
- Shaheed Alam /  Roy Hobbs
- James Cerretani /  Adil Shamasdin

I seguenti giocatori sono entrati nel tabellone usando il ranking protetto:
- Yuki Bhambri /  Jeevan Nedunchezhiyan

### Ritiri
Prima del torneo
- Daniel Evans /  Lloyd Glasspool → sostituito da  Purav Raja /  Ramkumar Ramanathan
- Radu Albot /  Ričardas Berankis → sostituito da  Robert Galloway /  Alex Lawson
- Harri Heliövaara /  Emil Ruusuvuori → sostituito da  Tarō Daniel /  Jason Jung
- Lloyd Harris /  Stefano Travaglia → sostituito da  Evan King /  Hunter Reese
- Jérémy Chardy /  Fabrice Martin → sostituito da  Sriram Balaji /  Luca Margaroli
- Treat Conrad Huey /  Christopher Rungkat → sostituito da  Yuki Bhambri /  Jeevan Nedunchezhiyan

## Campioni

### Singolare
In finale  Alexei Popyrin ha battuto  Aleksandr Bublik con il punteggio di 4–6, 6–0, 6–2.
- È il primo titolo in carriera per Popyrin.

### Doppio
In finale  Sander Gillé /  Joran Vliegen hanno sconfitto  Matthew Ebden /  John-Patrick Smith con il punteggio di 6–2, 6–3.